# Lespesia leliae
Lespesia leliae är en tvåvingeart som beskrevs av Cortes och Campos 1971. Lespesia leliae ingår i släktet Lespesia och familjen parasitflugor. Inga underarter finns listade i Catalogue of Life.